# Max Stich

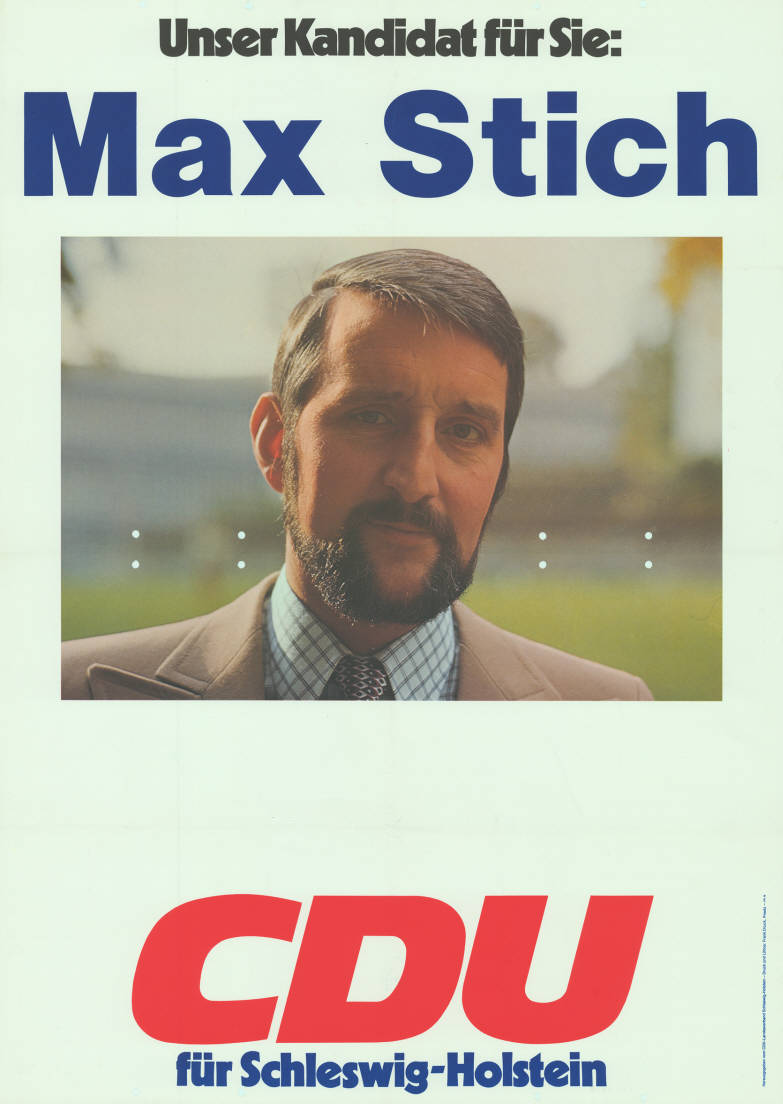
Kandidatenplakat zur Landtagswahl in Schleswig-Holstein 1975

Max Stich (* 24. November 1940 in Posen) ist ein deutscher Politiker (CDU).

## Leben
Stich besuchte Schulen in Bredstedt, Niebüll und Husum und machte das Abitur. Er studierte in Berlin, Hamburg und Kiel und machte 1967 die erste Lehrerprüfung an der PH Kiel. 1971 folgte die zweite Lehrerprüfung, daraufhin war er Lehrer an der Pestalozzischule in Flensburg von 1967 bis 1975.
1961 trat Stich in die Junge Union ein. Er war Orts- und Kreisvorsitzender in Husum, später in Flensburg. Danach war er stellvertretender Landesvorsitzender. 1963 wurde er Mitglied der CDU, wo er Kreisvorsitzender Flensburg-Stadt, Mitglied des Landesvorstandes und Mitglied der Europa-Union war. Von 1970 bis 1975 war Stich Mitglied der Flensburger Ratsversammlung und dort Vorsitzender des Sportausschusses. Ferner war er Mitglied des Schulausschusses, des Bauausschusses, des Jugendwohlfahrtsausschusses, Vorsitzender der Schulpflegschaft Gymnasien und Mitglied im Schulverband der Sonderschule für geistig Behinderte. Er ist außerdem Vorsitzender des Kreishandballverbandes Flensburg, Mitglied in zwei Flensburger Sportvereinen und der Lebenshilfe. Er ist Oberleutnant d.R. der Bundeswehr, Mitglied in der Deutsch-Amerikanischen Gesellschaft und Vorsitzender des ADAC Schleswig-Holstein.
Von 1975 bis 1992 saß Stich im Landtag von Schleswig-Holstein. Er wurde zunächst direkt im Wahlkreis Flensburg-Ost gewählt, später zog er über die Liste in den Landtag ein. Vom 1. August 1984 bis 2. Oktober 1987 war er Parlamentarischer Vertreter des Kultusministers und Parlamentarischer Staatssekretär für Jugend und Sport.